# Acosmeryx naga
Acosmeryx naga ist ein Schmetterling (Nachtfalter) aus der Familie der Schwärmer (Sphingidae). Es sind zwei Unterarten bekannt. Neben der Nominatunterart ist Acosmeryx naga hissarica beschrieben, deren Typuslokalität das Vakhsh-Tal im Hissargebirge in Tadschikistan ist und der die Art auch ihren Unterartnamen zu verdanken hat.

## Merkmale

### Falter
Die Falter haben eine Flügelspannweite von 82 bis 103 Millimetern, wobei die der Unterart Acosmeryx naga naga etwas größer werden als Acosmeryx naga hissarica. Die Art kann von den übrigen der Gattung Acosmeryx leicht anhand der Musterung ihrer Vorderflügel unterschieden werden. Diese tragen auf der Oberseite eine dunkle, bräunliche Diskalbinde, die von der Costa entlang der Flügelader M2 bis in die Nähe der Mitte des Flügelaußenrandes reicht. Die Binde ist zum Flügelvorderrand hin scharf abgegrenzt. Der dreieckige Teil des Vorderflügels, der von ihr nach vorne hin zum Vorderrand des Flügels gebildet wird, ist grau. Eine gut erkennbare graue Submarginalbinde läuft mehr oder weniger gerade von der Ader Rs4 bis zur Spitze von 1A+2A. Die beiden Unterarten kann man dadurch unterscheiden, dass bei der Nominatunterart die auffällige Diskalbinde gerade verläuft, wohingegen sie bei Acosmeryx naga hissarica deutlich gekrümmt ist. Letztere Unterart hat auch deutlich mehr Grauanteile in ihrer Grundfärbung und wirkt viel heller gefärbt als die Nominatunterart.

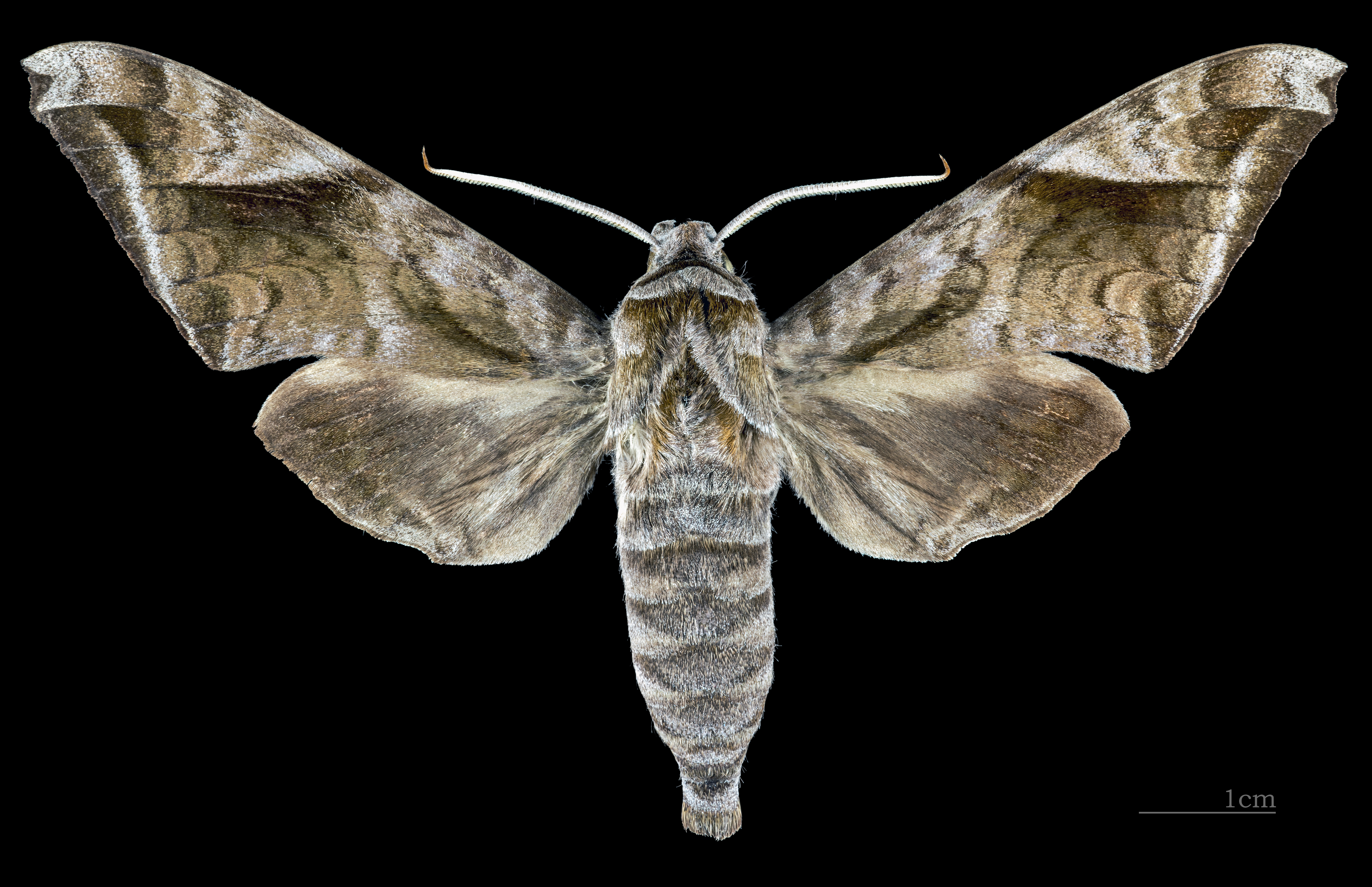
Präparat von Acosmeryx naga naga  ♂
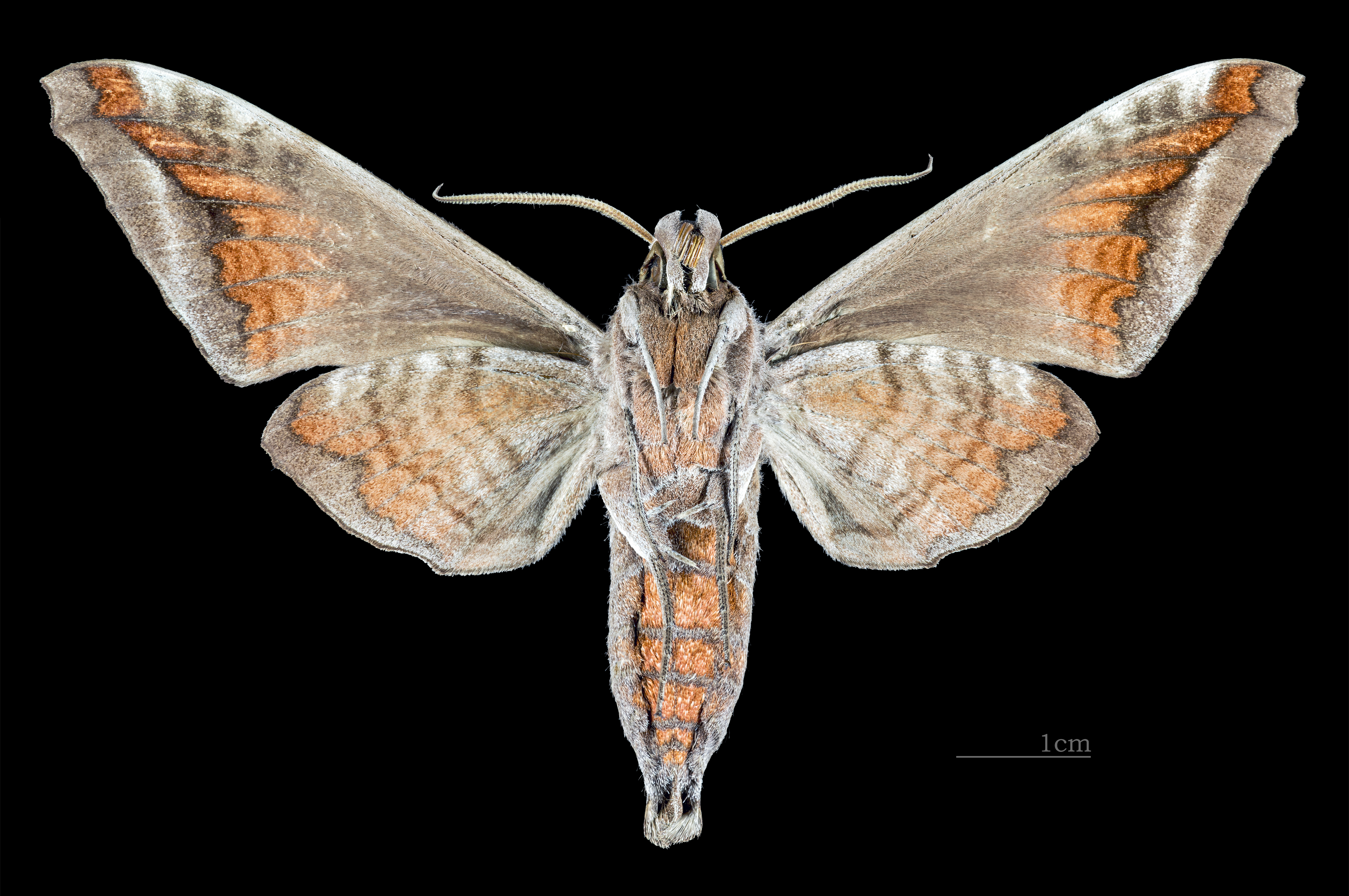
Präparat von Acosmeryx naga naga ♂ △

Bei den männlichen Genitalien ist der Gnathos parallelrandig. Der Fortsatz der Harpe ist distal ziemlich spitz und ähnelt einer Hand, bei der der Daumen neben dem Zeigefinger liegt und bei der die anderen Finger nach hinten und oben gekrümmt sind. Der linke Lobus des Aedeagus ist kürzer als bei sämtlichen anderen Arten der Gattung Acosmeryx. Bei den weiblichen Genitalien ist die Ostialplatte ähnlich der der Weibchen von Acosmeryx anceus.

### Raupe
Die Raupen werden 70 bis 90 Millimeter (Unterart hissarica) bzw. 80 bis 100 Millimeter (Nominatunterart) lang und treten in einer grünen oder braunen Farbvariante auf. Im ersten Stadium ist ihr Kopf und auch der Körper grün, das lange und gerade Analhorn ist schwarz gefärbt. Im zweiten Stadium ist das erste Segment des Thorax gleich schmal wie der Kopf, wobei sich der Körper vom ersten Hinterleibssegment nach vorne spitz zulaufend verjüngt. Das Analhorn ist auch in diesem Stadium lang und gerade, jedoch basal rötlich gefärbt und hat eine weiße Spitze. Der Kopf und die letzten Hinterleibssegmente sind gelb, der restliche Körper ist grün mit weißen Punkten. Die Stigmen am ersten Hinterleibssegment liegen in einem schwarzen Fleck. Eine gelbe dorsolaterale Längslinie verläuft vom Kopf bis zum Analhorn. Während des dritten und vierten Stadiums verändert sich die Färbung der Tiere nicht, lediglich am dritten Thorax- und dem ersten Hinterleibssegment bildet sich seitlich ein Krempe und wird durch einen gelben ventro-lateralen Streifen gerandet. Im letzten Stadium haben die Raupen der grünen Farbvariante einen grasgrünen Kopf mit einem blassen, gelblichen Dorsolateralstreifen und einem ebenso gefärbten breiteren Streifen, der das Gesicht von den Wangen trennt. Auch die ersten beiden Thoraxsegmente sind grasgrün und tragen kurze dunklere Streifen. Der restliche Körper ist blaugrünlich und oberhalb des Dorsolateralstreifen gelb, unterhalb blass gräulich blau gesprenkelt. Der Dorsolateralstreifen selbst ist auf den ersten beiden Thoraxsegmenten schmal und weiß, am dritten Thorax- und ersten Hinterleibssegment  breiter und blass gelb und dahinter bis zum Analhorn weiß. Er ist am dritten bis siebten Hinterleibssegment oben schmal orange gerandet. Die schmale weiße Ventrolaterallinie wird auf den ersten beiden Thoraxsegmenten entlang der dunklen Krempe breiter und gelb und verläuft am ersten Hinterleibssegment nach oben und bildet damit dort einen schrägen Streifen. Am ersten bis siebenten Hinterleibssegment treten blasse, gelbe Schrägstreifen auf. Das Analhorn ist fliederfarben grau und violett gepunktet. Oberhalb der Basis der Beine befinden sich dunkelviolette Flecke, die caudal größer werden und sich am dritten Thorax- und ersten Hinterleibssegment über die Krempe erstrecken. Der obere Teil der Bauchbeine ist bläulich, der untere Teil blass gelb. Die Klauen sind braun. Der Nachschieber ist bläulich, die Analklappen sind breit blass gelb gerandet. Die Stigmen sind dunkel orange gefärbt. Bei der braunen Farbvariante der Raupen ist die grüne Färbung durch rosa braun ersetzt. Der gesamte Körper ist glatt und mäßig glänzend.

### Puppe
Die Puppe ist 44 bis 55 Millimeter lang. Sie hat große Ähnlichkeit mit denen der Gattung Clarina, hat jedoch einen dunkelbraunen Rücken und blass braun gefärbte Seiten und Ventralseiten. Die Oberfläche ist glänzend. Der Hinterleib ist mit kurzen, dunklen Streifen und Gruben versehen. Vor dem Auge befindet sich ein blass brauner Fleck. Zwischen der Stirn und dem Saugrüssel liegt ein höckeriges, pentagonales Sklerit. Der Hinterrand des siebten Hinterleibssegments ist tief hinterschnitten. Die hinteren Abflachungen auf den Segmenten 8 bis 11 sind dunkelbraun. Die Stigmen sind schwarz und dunkelbraun umrandet. Das Stigma des zweiten Segments ist von einem schmalen, schrägen Lobus verdeckt, der vom Vorderrand des dritten Segments entspringt. Der Vorderrand des Lobus ist scharf abstehend. Die übrigen Stigmen sind kurz-oval und besitzen keine Erhöhung, ihre zentrale Öffnung ist aber erhaben. Der nahezu schwarze Kremaster ist mit etwa zwei Millimetern Länge klein, hat eine knollige basale Hälfte und ist auf der zweiten Hälfte als zylindrischer Schaft, der in zwei kleinen Haken endet, ausgeführt. Der dorsale Teil der basalen Hälfte hat eine wabenartige Struktur.

### Ei
Die Eier sind tief und kräftig grün gefärbt und werden kurz vor dem Schlupf der Raupen weißlich. Sie sind nahezu kugelig und haben eine glatte Oberfläche.

## Vorkommen und Lebensraum
Die Nominatunterart ist von den Ausläufern des Himalaya in Pakistan über Indien und Nepal, den Süden und Osten Chinas bis Taiwan, Korea und Japan verbreitet. Sie tritt auch in Burma, Thailand, Laos, Vietnam und Malaysia auf der Malaiischen Halbinsel auf. Im Jahr 2002 und 2003 wurden mehrere Wanderfalter im fernöstlichen Russland gesichtet, wobei denkbar ist, dass die Art im Südosten von Ussurijsk eine bodenständige Population aufbauen konnte. Die Unterart hissarica tritt nur im südlichen Tadschikistan und Afghanistan auf. Nachweise dieser Unterart aus dem Süden Chinas und dem Norden von Vietnam sind vermutlich auf Fehlbestimmungen der erst 2014 erstbeschriebene Art Acosmeryx purus zurückzuführen.

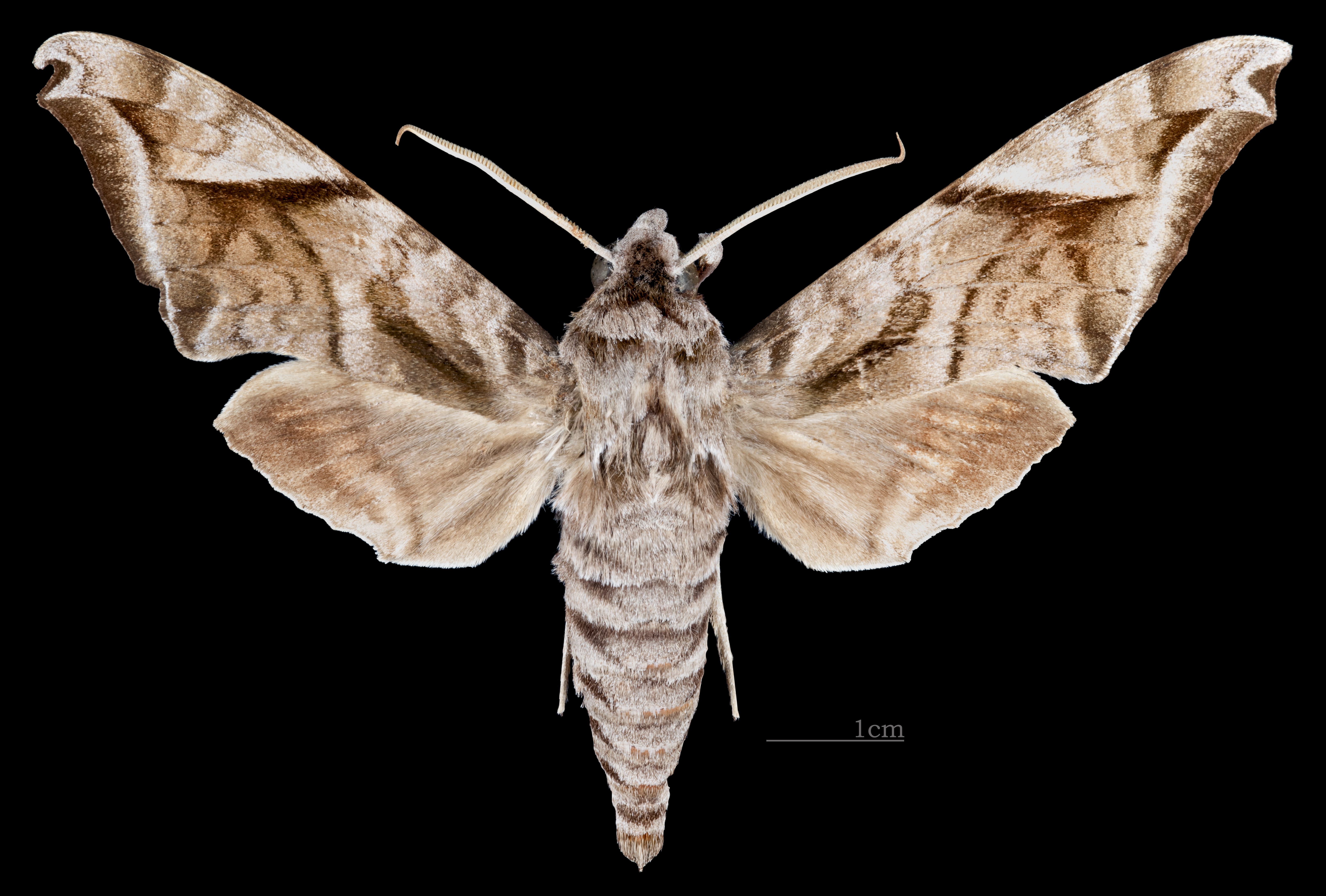
Acosmeryx naga hissarica ♂
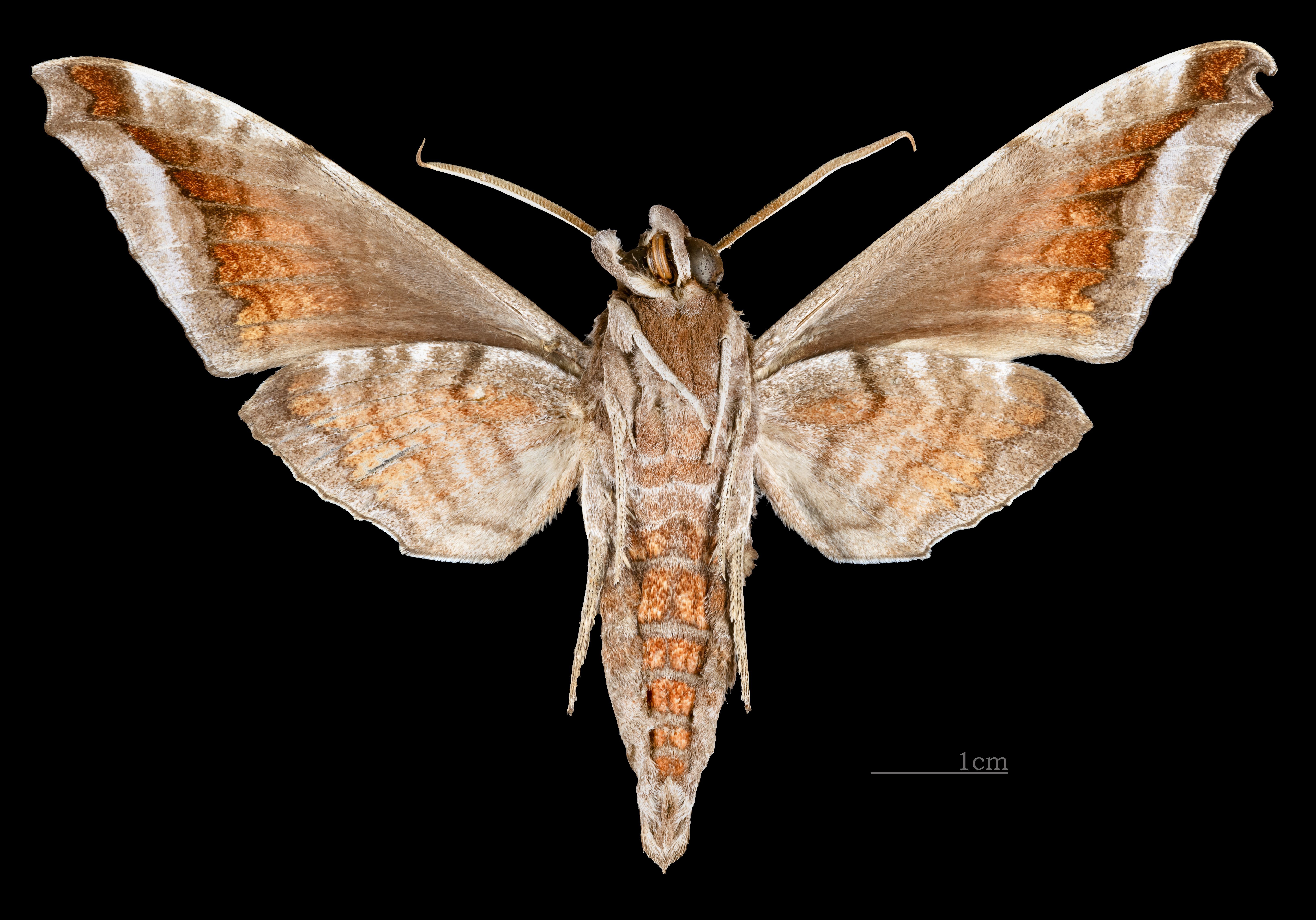
Acosmeryx naga hissarica ♂   △
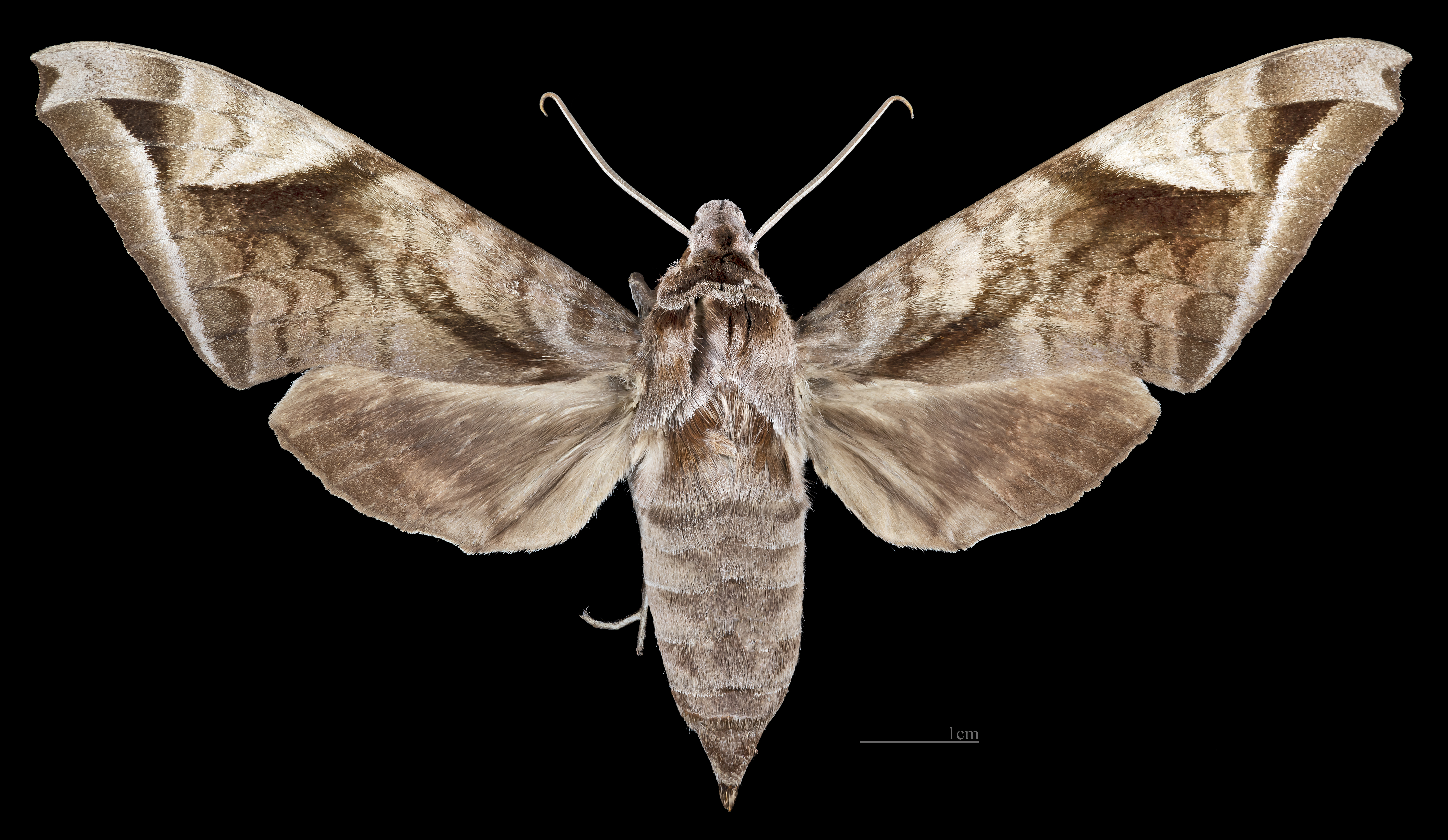
Acosmeryx naga hissarica ♀
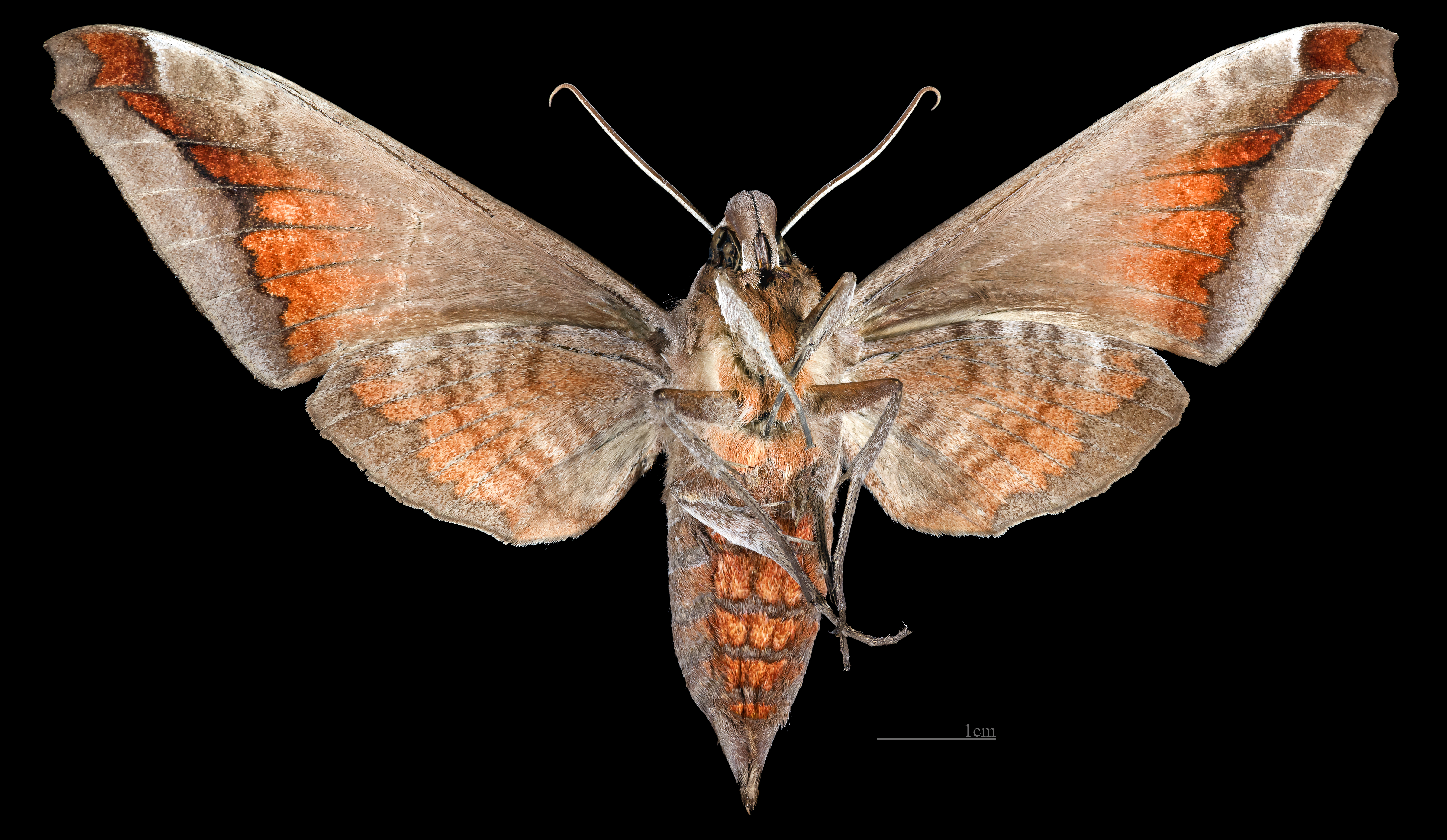
Acosmeryx naga hissarica ♀  △

Die Falter besiedeln Bergtäler und Schluchten mit und ohne landwirtschaftlicher Nutzung. Entlang der südlichen Hänge des Hissargebirges in Tadschikistan ist sie auch in feuchten Lebensräumen in Schluchten zwischen 1100 und 1700 Metern Seehöhe mit Bewuchs von Echter Walnuss (Juglans regia) und Acer turkestanicum, die mit Weinreben (Vitis vinifera) überwachsen sind, nachgewiesen. In Afghanistan tritt die Art zwischen 1500 und 2500 Metern Seehöhe auf.

## Lebensweise

### Flug- und Raupenzeiten
Die Unterart hissarica fliegt in zwei Generationen von Ende April bis Juni und im späten Juli. Die Nominatunterart fliegt in China von Ende April (Peking), Mai (Zhejiang, Guangdong), Juni (Yunnan, Hainan) bis Juli (Tibet), in Taiwan fliegt sie von März bis Mai (Kaohsiung) bzw. Juni (Hualien). In Nordkorea ist sie von Mitte bis Ende Mai (P’yŏngan-pukto), in Japan Ende März (Kyūshū), Ende April und Mai (Honshu), im Mai (Ryūkyū-Inseln) und Ende Mai (Hokkaidō) nachgewiesen. In Russland (Region Primorje) fliegt die Art von Anfang bis Mitte Juli. Im Norden Chinas tritt nur eine Generation pro Jahr auf, die von April bis Juni fliegt. Park et al. (1999) nennen für Korea die Flugzeit von Mai bis Mitte August.
Für die Raupen der Unterart hissarica wird Juni bis September als Zeit des Auftretens genannt.

### Nahrung der Raupen
Die Raupen ernähren sich vor allem von Weinreben (Vitis) und Ampelopsis aus der Familie der Weinrebengewächse (Vitaceae). Sie sind etwa in Kabul in Afghanistan an Weinrebe (Vitis vinifera), in Russland an Vitis amurensis, Ampelopsis brevipedunculata und Ampelopsis heterophylla und in Korea an Stathmopoda auriferella, Ampelopsis brevipedunculata und Weinrebe nachgewiesen. Seltener findet man die Raupen auch an Strahlengriffeln (Actinidia) und Saurauia aus der Familie der Strahlengriffelgewächse (Actinidiaceae).

## Entwicklung
Die Raupen ruhen an der Unterseite von Blättern oder Ästen ihrer Nahrungspflanzen. Wenn sie gestört werden werfen sie ihren Kopf und die vorderen Körpersegmente in einer scharfen Kurve schwärmertypisch nach hinten. Ihr Kopf liegt dann in der gleichen Ebene wie der Rücken des ersten Hinterleibssegments. Die Thorakalbeine werden dabei eng an den Körper gelegt und die Krempe ist zur Seite hin erweitert. Wie auch bei Clarina kotschyi, deren Raupen die Raupen von Acosmeryx naga ähneln, ziehen die Tiere dabei den Kopf und die ersten beiden Thoraxsegmente in das dritte ein. Anders als bei der ähnlichen Art sind jedoch das dritte Thorax- und erste Hinterleibssegment dabei aufgedunsen und die Krempe dadurch weiter erweitert. Die Verpuppung erfolgt in einem dünnen Kokon am Erdboden. Die Puppe ist sehr empfindlich gegenüber Trockenheit, verträgt aber hohe Feuchtigkeit. Sie überwintert. Parasitoide, die Acosmeryx naga befallen, sind unbekannt.

## Belege